# Calyptophractus retusus
Il clamidoforo di Burmeister o clamidoforo maggiore è una specie di armadillo diffusa in Bolivia, Paraguay ed Argentina, dove colonizza le praterie aperte o le zone cespugliose, preferendo le aree sabbiose.
È l'unica specie ascritta al genere Calyptophractus: alcuni autori preferiscono ascrivere la specie al genere Chlamyphorus.
Misura fra i 14 ed i 18 cm, più 3-4 cm di coda; è molto simile al clamidoforo troncato, dal quale si differenzia per le dimensioni maggiori, la corazza più chiara e più saldamente ancorata al corpo e per la coda arrotondata e parzialmente corazzata anch'essa.
Il clamidoforo maggiore non è molto rapido nello scavare: se minacciato mentre si trova all'aperto, non tenta di scavarsi una via di fuga, ma tende ad appiattirsi al suolo.
Se disturbato o minacciato, emette vagiti simili alle urla di neonato.